# Pittore di Sisifo
Pittore di Sisifo (fl. ultimo due decenni del V secolo a.C.) è il nome convenzionale adottato per un altrimenti anonimo ceramografo apulo a figure rosse..

## Attività
È considerato dei pittori più influenti nella tradizione vascolare pugliese, e quindi in tutta la pittura vascolare della Magna Grecia. Il nome convenzionale proviene dalla rappresentazione delle nozze di Sisifo tra le complesse scene raffigurate nel grande cratere a volute di Monaco (3268). Seguì la tradizione del pittore della Danzatrice di Berlino o nella cui bottega si suppone abbia iniziato. Arthur Dale Trendall ha descritto il pittore di Sisifo come «probabilmente l'artista dominante della scuola di Taranto o  Taras». Sebbene, la qualità delle sue opere risulti incostante,  soprattutto nei vasi più grandi ha mostrato le sue qualità nel disegno dei volti, spesso raffigurati di tre quarti.

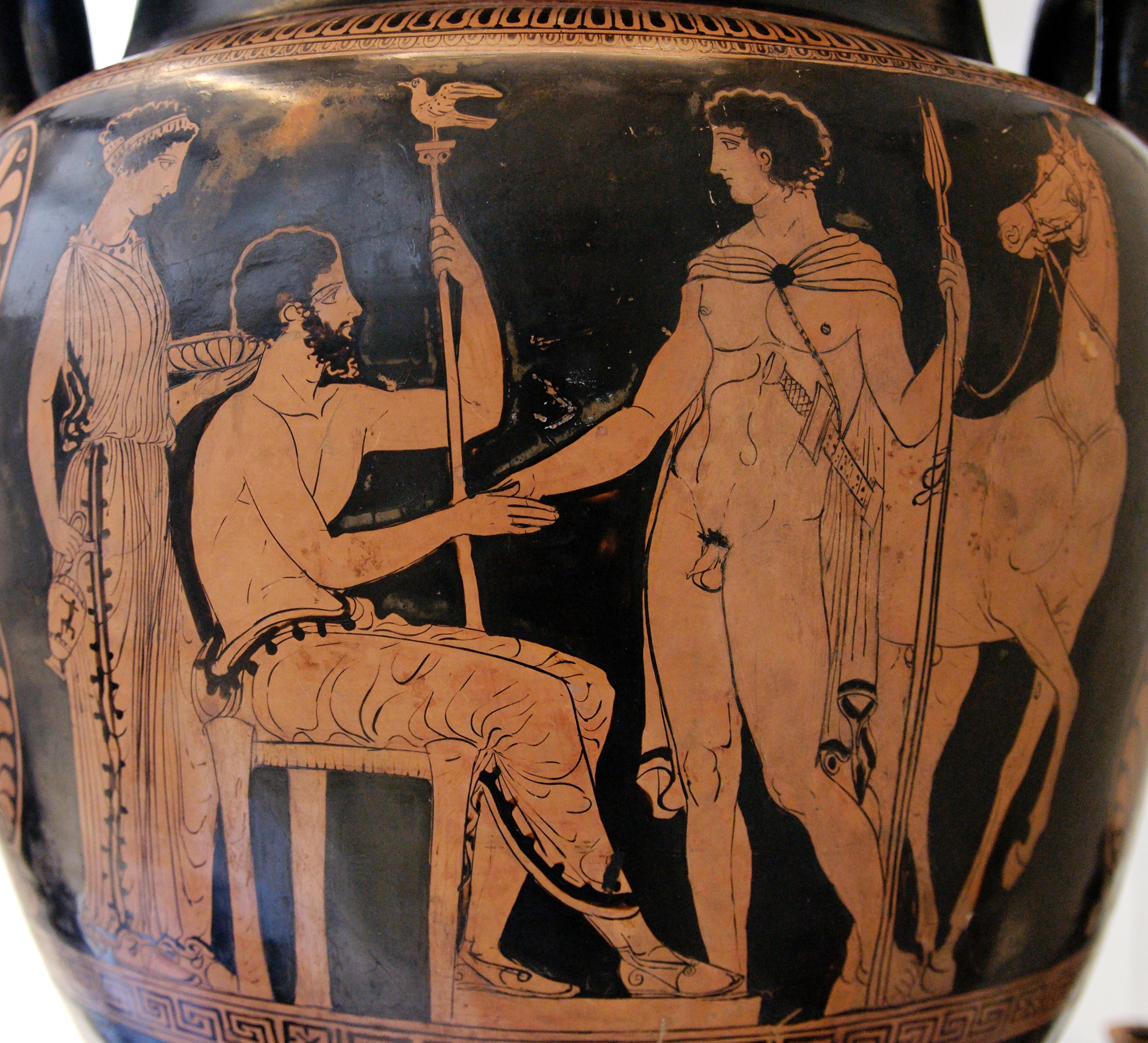
Arrivo o partenza di un giovane guerriero, cratere a volute, 410/400 a.C. circa. Londra, British Museum.

I suoi primi lavori comprendono diversi crateri a campana, solitamente decorati con tre figure. Dipinse principalmente scene di vita quotidiana o scene dionisiache. Sul lato secondario dei vasi era uso dipingere due o tre giovani ammantati. Nella fase successiva della sua attività, la qualità del suo lavoro si ridusse, molti dei suoi ultimi dipinti appaiono piuttosto stereotipati, i volti più rotondi con lineamenti più rozzi. Anche la  gamma di soggetti diventò sempre meno fantasiosa, limitandosi quasi esclusivamente a giovani, guerrieri e donne.
Si suppone che il pittore di Sisifo sia stato influenzato da alcuni artisti attici, come il pittore del Nano e il pittore di Kodros. Si riscontrano anche alcune similitudini con le opere di Polion. Il pittore di Sisifo si pone alla radice di entrambe le successive correnti primarie della pittura vascolare apula: da un lato lo Stile Semplice, con semplici composizioni di figure su vasi più piccoli, dall'altro lo Stile Ornato con grandi vasi decorati da scene legate ai riti funebri e al culto funerario. Alla sua personalitù erano strettamente legati altri importanti pittori pugliesi, ad esempio il pittore di Hearst. Il pittore di Tarporley fu suo allievo e lo continuò nella gestione della bottega.